# Germania Nazistă
Germania Nazistă, Germania național-socialistă, Germania hitleristă sau Al Treilea Reich (Al Treilea Imperiu, Imperiul German 1933–1945) este statul german din anii 1933–1945, aflat sub conducerea totalitară a  NSDAP (Partidul Muncitoresc German Național-Socialist - nazist) și, a dictatorului nazist Adolf Hitler, supranumit "der Führer" („Conducătorul”).
Denumirea „Al Treilea Reich”, în germană Drittes Reich, sinonimă pentru Germania Nazistă, a fost folosită pentru prima oară în 1922, preluată din titlul cărții scriitorului Arthur Moeller van den Bruck. Acest titlu a fost adoptat de propaganda nazistă, considerând Sfântul Imperiu Roman de Națiune Germană ca primul Reich, Imperiul German dintre anii 1871–1918 ca pe cel de-al doilea și, actualul lor regim ca pe cel de-al treilea. Numerotarea a fost făcută și pentru a sugera reîntoarcerea la vechea glorie germană, odată cu abolirea Republicii de la Weimar din 1919–1933. 
„Cel de-al Treilea Reich”, „Reich-ul milenar” sau, „Reich-ul de o mie de ani”, era un titlu menit să propage ideea că ideologia și puterea nazistă sunt invincibile, vor dura chiar și 1000 de ani, aidoma Sfântului Imperiu Roman (Imperiul romano-german). Partidul nazist (NSDAP) a combinat simbolurile tradiționale germane cu simbolurile naziste pentru a sugera că toate erau identice, pentru a face legătura dintre trecutul glorios și viitorul, care se sugera că urma să fie, de asemeni, glorios. În momentele sale de vârf, cel de-Al Treilea Reich controla cea mai mare parte a Europei dar, din cauza înfrângerilor suferite în 1944, pe Frontul de Răsărit, din partea Uniunii Sovietice, României și altor aliați care s-au detașat de regimul nazist și, pe Frontul de Vest, din partea aliaților anglo-americani, în Al Doilea Război Mondial, „Reich-ul milenar”  s-a prăbușit după 12 ani - între 1933 și 1945. 
Pe durata celor 12 ani cât au fost la putere, naziștii au atacat și cotropit statele Europei continentale, cu excepția celor fasciste: Italia, România, Ungaria, Spania și Portugalia, colaboratoare, ca Finlanda, Norvegia, Danemarca, Olanda, Turcia, Bulgaria și neutre, ca Andorra, Vaticanul, Suedia, Elveția și zonele din preajma Munților Urali. Acțiunile belicoase au avut menirea creării Germaniei Mari, cu capitala la Berlin, redenumită Welthauptstadt Germania („Germania, capitala lumii”). Noua Germanie urma să cuprindă între granițele ei pe toți „arienii”, apartenenții la Herrenrasse (cetățenii de origine germană "pură"). Această politică s-a soldat prin exterminarea a aproximativ 11 milioane de oameni de diverse etnii și categorii social-politice: evrei, romi, opozanți politici (liberali, comuniști ș.a.), masoni, marginalizați ai societății (persoane cu dizabilități, homosexuali). În plus, zeci de milioane de combatanți și civili din zonele de lupte au avut de suferit datorită războiului declanșat și purtat de naziști.
Germania Nazistă nu a avut o religie oficială, ci doar o aserțiune vagă că există un fel de Dumnezeu.

## Cronologia evenimentelor

Germania nazistă

- 1919-1933: Republica de la Weimar, spre sfârșitul căreia au avut loc evenimentele care au dus la numirea lui Hitler în postul de Cancelar al Germaniei (30 ianuarie 1933).
- 1933: Gleichschaltung (în română: nivelare); sunt măsuri legale luate de naziști pentru a transforma instituțiile publice democratice în cele ale statului totalitar).
- 1935: Legile rasiale de la Nürnberg împotriva evreilor.
- 1939-1945: Declanșarea și desfășurarea celui de-Al Doilea Război Mondial, însoțit de mari crime de război și genocid, război care a provocat moartea a circa 55 milioane de oameni.
- 8 mai 1945: Capitularea necondiționată a Germaniei Naziste.

## Politica antebelică (1933–1939)
În urma presiunilor făcute de cancelarul de până atunci, Franz von Papen, generalul Kurt von Schleicher a eșuat în încercările sale de a forma un guvern viabil. În alegerile generale libere  pentru Reichstag (parlament) din 1932 Partidul nazist (NSDAP) nu a atins majoritatea absolută, ci doar cea relativă. Totuși aceasta a fost suficientă pentru intrarea naziștilor în  parlament. La 30 ianuarie 1933, președintele Germaniei, Paul von Hindenburg îl numește cancelar pe Adolf Hitler.

### Consolidarea puterii
Noul guvern a instaurat dictatura hitleristă, luând o serie de măsuri într-o succesiune rapidă (vezi Gleichschaltung pentru detalii). La 27 februarie 1933 Hermann Göring a înscenat incendierea Reichstag-ului, acțiune care a fost urmată imediat de Decretul Incendiului Reichstag-ului, care abroga dreptul "habeas corpus" precum și alte legi și drepturi cetățenești. O consolidare mai mare a puterii a fost actul Gesetz über den Neuaufbau des Reichs (Legea pentru reconstruirea Reich-ului) de la 30 ianuarie 1934. Acest act a schimbat Germania „Republicii de la Weimar”, care era un stat federal puternic descentralizat, într-un stat centralizat. Au fost desființate parlamentele statelor federației, transferând drepturile suverane ale poporului guvernului central; administrațiile statelor federale au fost puse sub controlul administrației centrale. Ultimul act administrativ care a transformat, practic, peste noapte, Germania într-o dictatură, a fost Ermächtigungsgesetz (Legea împuternicirii), emisă în martie 1934. Aceasta dădea cancelarului Germaniei aceleași puteri legislative ca și cele ale Reichstag-ului, proclamând că șeful guvernului poate aproba amendamente la constituție în mod arbitrar, și asigurându-i cancelarului puteri speciale în caz de urgență, care suspendau practic toate libertățile civile și transformau Germania într-o țară cu un sigur partid politic.
La moartea președintelui Hindenburg, la 2 august 1934, parlamentul dominat de naziști a unit funcțiile oficiale de Reichspräsident (președintele Reich-ului) și Reichskanzler (cancelar, prim-ministru) într-una singură, și l-a învestit pe Hitler cu noul titlu de Führer und Reichskanzler (conducător și cancelar al Reich-ului).

„Norddeutscher Bund” (Liga nord-germană) steagul din 1867 până în 1935 (interzis de naziști ca fiind "reacționar")

Doar armata a rămas independentă de controlul nazist. Membrii organizației paramilitare Sturmabteilung, prescurtat SA ("Cămășile brune"), au așteptat să obțină poziții dominante în noua configurație a puterii. Dorind să păstreze relațiile bune cu armata, Hitler a inițiat, în noaptea de 30 iunie 1934, așa-zisa Noapte a cuțitelor lungi, o acțiune de epurare a liderilor SA ca și a altor inamici politici, acțiune dusă la îndeplinire de o altă structură de elită a naziștilor, SS-ul. La scurt timp după aceasta, comandanții forțelor armate regulate au jurat credință noului stăpân al Germaniei.
Înființarea unei forțe polițienești acționând în afara autorității civile, Gestapo (prescurtare de la Geheime Staatspolizei, poliția secretă de stat), a pus în lumină tactica naziștilor de a folosi mijloace de forță pentru a controla direct societatea germană. Luând exemplul epurărilor staliniste, această structură a „descoperit” peste 100.000 de "spioni" și de "trădători", toți fiind din rândul criticilor regimului și al disidenților. Cei mai mulți germani de rând, mulțumiți de creșterea economică și de standardul de viață îmbunătățit, au rămas tăcuți și supuși. Dar mulți oponenți politici, îndeosebi comuniști și socialiști, au fost pârâți de turnătorii omniprezenți, apoi încarcerați în închisori și lagăre, unde au fost maltratați, mulți dintre ei fiind chiar torturați și uciși. Numărul victimelor politice ucise sau dispărute în primii ani ai regimului nazist este estimat la mai multe zeci de mii.
Pentru opoziția politică din această perioadă, vezi Rezistența germană

### Politica socială
Vezi, de asemenea, Politica rasială a Germaniei naziste
Regimul nazist a fost caracterizat prin controlul politic al fiecărui aspect al societății cu scopul atingerii "purității rasiale", sociale și culturale a „arianului”, a „nordicului”. Arta abstractă și arta de avangardă au fost scoase din muzee și expuse în manifestări speciale drept entartete Kunst („artă degenerată”), fiind ridiculizată. Însă mulțimile care vizitau aceste expoziții de „artă decadentă” eclipsau de multe ori pe cei care se duceau la expozițiile de artă oficială. Un exemplu notabil a fost în ziua de 31 martie 1937, când o mulțime uriașă a stat la rând să vadă o expoziție de „artă degenerată” în München, în timp ce la expoziția oficială, unde erau puse pe simeze 900 de lucrări aprobate personal de Hitler, a venit doar un grup mic de persoane lipsite de entuziasm.
Naziștii și-au atins scopurile prin persecutarea și uciderea celor considerați impuri, principalele ținte fiind evreii, romii, martorii lui Iehova și homosexualii.
Prin legile de la Nürnberg din 1935, evreilor germani li s-a anulat cetățenia germană și li s-a interzis să mai ocupe funcții în instituțiile statului. Cei mai mulți evrei germani angajați și-au pierdut slujbele, locurile lor de muncă fiind luate de șomerii considerați corespunzători din punct de vedere etnic-rasial („arieni”). La 9 noiembrie 1938 naziștii s-au dedat la un pogrom împotriva evreilor, acțiunea organizată pe plan național fiind denumită Kristallnacht (noaptea de cristal). S-a folosit acest nume deoarece numeroasele geamuri și vitrine sparte făceau ca străzile să pară acoperite cu cristal. Actualmente, pentru acest act nazist samavolnic se folosește denumirea Pogromnacht - noaptea pogromului. Drept consecință a situației create, peste 200.000 de evrei au fost nevoiți să părăsească Germania până în septembrie 1939, proprietățile fiindu-le confiscate de statul nazist.
Naziștii au inițiat și alte programe de exterminare a membrilor „slabi” sau „nepotriviți” din populația germană. Este vorba de programul de eutanasie T-4, în timpul desfășurării căruia au fost uciși zeci de mii de germani handicapați și bolnavi incurabili. Această măsură criminală a fost luată în cadrul eforturilor de „menținere a purității rasei superioare germane” (Herrenvolk), după cum spuneau propagandiștii naziști. Tehnicile de asasinare în masă experimentate în timpul acestei perioade au fost aplicate, mai târziu, și în lagărele de exterminare, culminând în ferocitate și brutalitate la holocaust și alte crime împotriva umanității. Tot ca urmare a legilor din 1933, peste 400.000 de persoane considerate ca având defecte genetice, o gamă care acoperea bolile începând de la cele mintale și până la alcoolism, au fost supuse sterilizării obligatorii.
Cercetări de dată recentă au arătat că naziștii s-au bucurat de sprijinul populației până târziu, spre sfârșitul războiului, în principal datorită programelor de asistență socială.

## Politica economică

Marca germană a căpătat o mare valoare în timpul celui de-al Treilea Reich

Atunci când naziștii au ajuns la putere, cea mai presantă problemă era rata șomajului foarte ridicată, (peste 40%). Conducerea economică a statului a fost dată pentru început unui bancher foarte respectat, Hjalmar Schacht. Sub conducerea sa a fost schițată o nouă politică economică pentru ridicarea națiunii. Unele dintre primele măsuri luate a fost desființarea sindicatelor și impunerea controlului salariilor.
Guvernul a început să crească masa monetară prin creșterea masivă a deficitului bugetar. Însă, în același timp, guvernul a impus o rată a dobânzii de maxim 4,5 %, creând o acumulare masivă în fonduri de împrumut. Situația a fost rezolvată prin crearea unor companii-fantomă care plăteau pentru bunuri cu obligațiuni. Cea mai faimoasă dintre acestea a fost compania MEFO, iar obligațiunile folosite ca monedă au devenit cunoscute drept „chitanțe mefo”. Deși s-a promis că aceste obligațiuni vor putea fi schimbate pe bani reali, în acest fel, prăbușirea fondurilor a fost amânată până după prăbușirea Reich-ului. Aceste manevre financiare complicate au fost folosite pentru ascunderea cheltuielilor militare care încălcau Tratatul de la Versailles.
În mod normal, efectele controlului prețurilor combinat cu o mare creștere a masei monetare ar fi trebuit să ducă la dezvoltarea pieței negre, dar pedepsele foarte aspre (infractorii fiind trimiși în lagăre de concentrare sau împușcați pe loc) au împiedicat apariția fenomenului. Măsurile represive au ținut, de asemenea, volatilitatea scăzută, reducând presiunea inflaționistă. Noua politică economică a redus importurile pentru bunurile de larg consum și s-a concentrat pe producția de export. Comerțul exterior a fost redus până la aproximativ o treime din nivelul atins în 1929 pe toată durata perioadei naziste. Controlul asupra valutelor străine a fost extins, ducând la supraevaluarea mărcii germane. Acestea s-au dovedit soluții salvatoare în scăderea hotărâtoare a șomajului.
Industria a rămas, în cea mai mare parte, nenaționalizată, iar interesul pentru afaceri a rămas, în continuare, motivat de obținerea profiturilor. Industria a fost, însă, obligată să folosească strict cote de aprovizionare și resurse materiale locale. Toate aceste reglementări erau hotărâte de comitete administrative compuse din funcționari ai statului și reprezentanți ai sectorului privat. Concurența era limitată atâta vreme cât marile companii erau organizate în comitetele administrative sus-numite în carteluri. S-au făcut naționalizări selective ale întreprinderilor care refuzau să se supună noilor reglementări. Băncile care fuseseră naționalizate în „Republica de la Weimar” au fost retrocedate foștilor proprietari, fiecare comitet administrativ având ca membru și o bancă care finanța întreaga organizație.
Economia germană a trecut, mai târziu, sub conducerea lui Hermann Göring, când, la 18 octombrie 1936, Reichstag-ul a anunțat începerea unui plan cincinal pentru a pune economia germană pe o bază necesară producției de război. Planul cincinal s-a terminat, din punct de vedere teoretic, în 1940, dar, din acest moment, Göring și-a făcut o importantă bază a puterii din prerogativa sa de „conducător al planului cincinal”, care a condus, efectiv, economia și problemele producției.
Sub conducerea lui Fritz Todt s-a derulat și un proiect masiv de lucrări publice, rivalizând cu New Deal-ul, atât în scop, cât și în amploare, cea mai importantă realizare fiind rețeaua de autostrăzi. Odată ce a fost pusă pe picioare, uriașa organizație pe care a creat-o Todt a fost folosită pentru construirea de buncăre, adăposturi subterane și tranșee în toată Europa. O altă latură a noii economii germane a reprezentat-o producția pentru o reînarmare masivă, având ca scop creșterea armatei de la un efectiv de 100.000 soldați până la câteva milioane.
În 1942 cheltuielile de război sporite și moartea lui Todt au dus la trecerea la completă economie de comandă, sub controlul lui Albert Speer.

## Statelemarionetă
- Albania (după abandonarea Italiei)
- Ungaria (1944 - 1945)
- Slovacia (1939 - 1945)
- Croația (1941 - 1945)

## Al Doilea Război Mondial

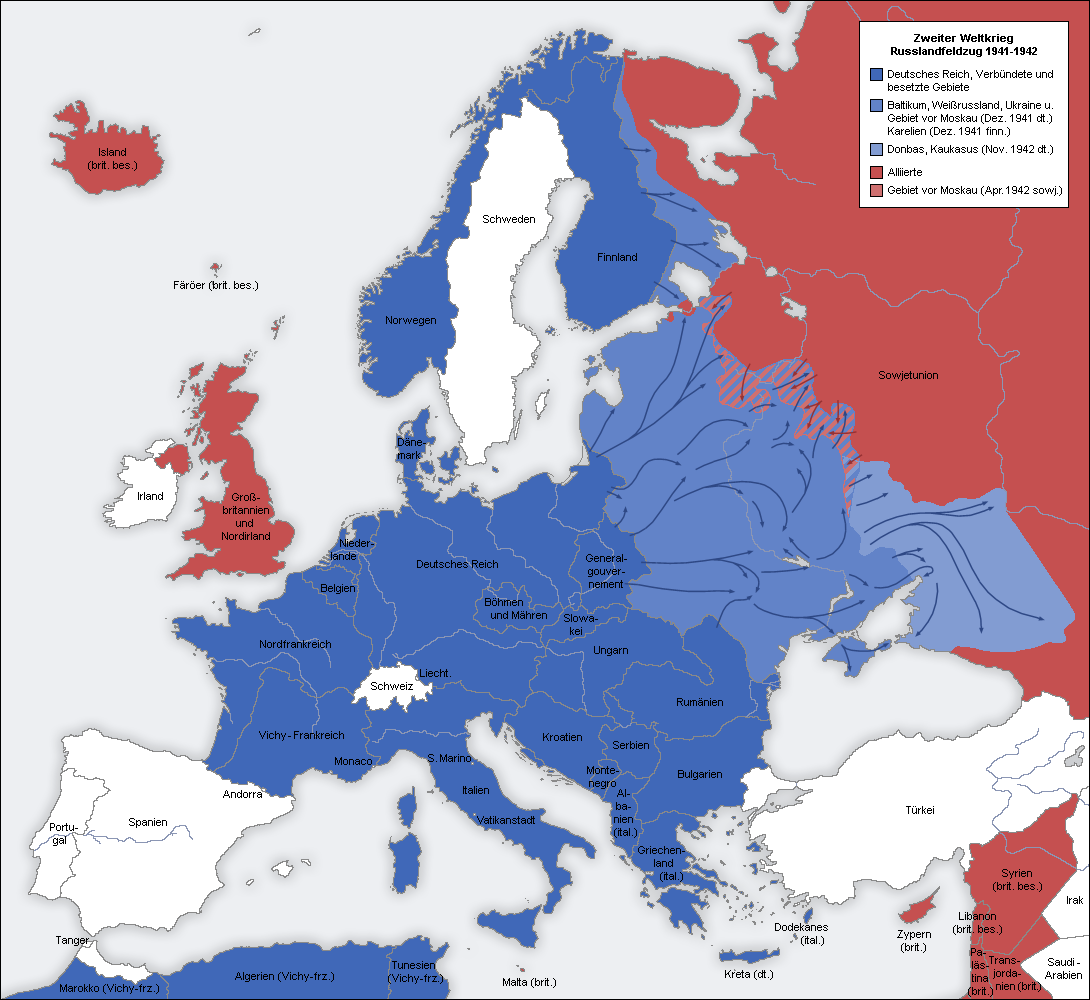
Cuceririle naziste în Europa pe durata celui de-al Doilea Război Mondial.

Drapelul nazist de război

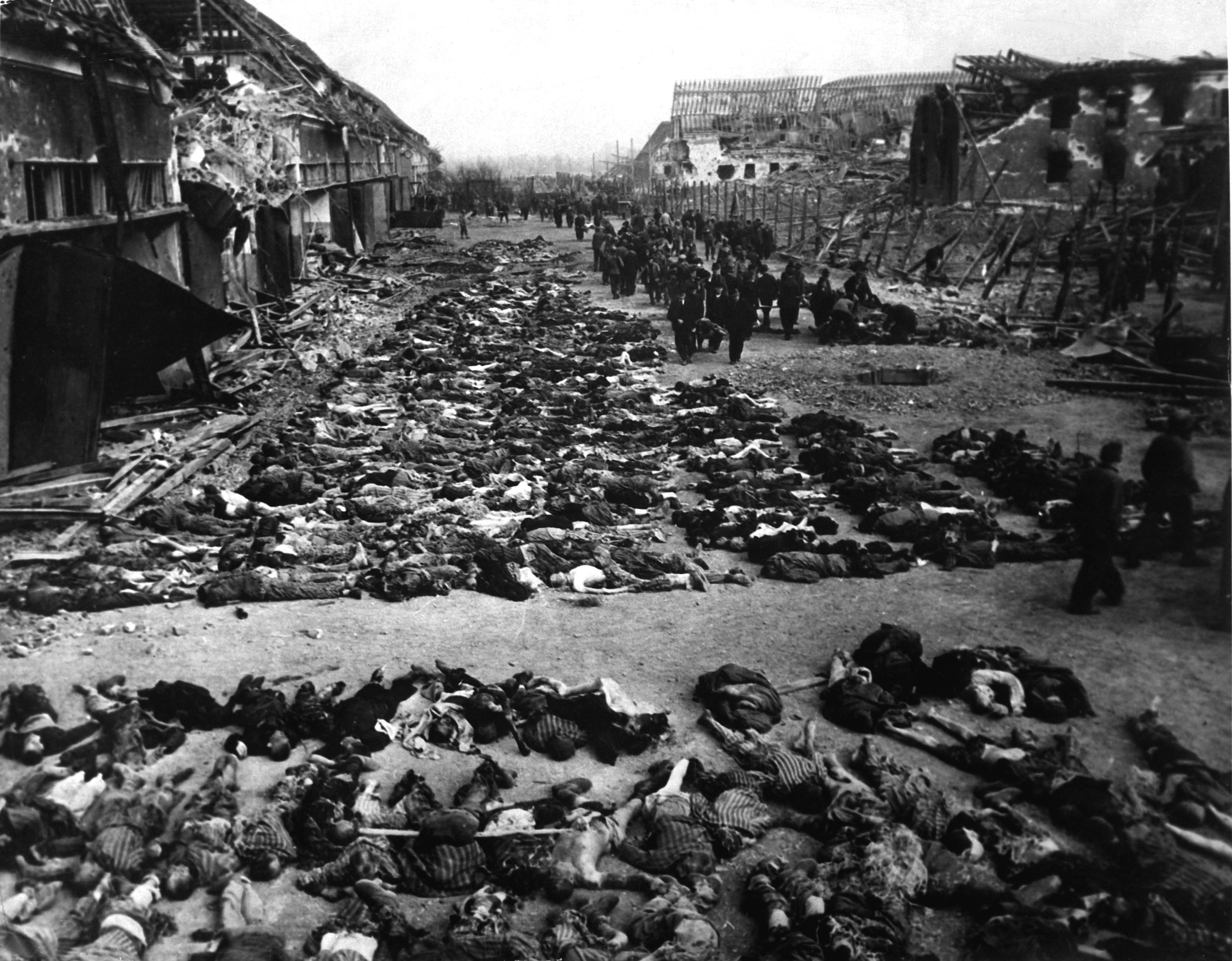
Prizonieri morți în lagărul Mittelbau-Dora (Nordhausen)

Deși intențiile revanșarde germane - după înfrângerea din războiul anterior - erau evidente, majoritatea conducătorilor statelor europene au preferat să facă abstracție de ele sau, să se străduiască să-și creeze relații amicale cu Hitler. În pofida pactelor de colaborare și apărare reciprocă, Arthur Neville Chamberlain, politicianul britanic care a îndeplinit funcția de prim-ministru al Regatului Unit între 1937 și 1940, după o discuție cu Hitler la München în 1938, a revenit la Londra cu umbrela într-o mână și Acordul de la München în cealaltă, acord prin care a trădat obligațiile de apărare reciprocă cu Cehoslovacia și a acceptat Germaniei Naziste să anexeze forțat regiunea Sudetă a Cehoslovaciei. 
În 1939, acțiunile germane au dus la izbucnirea celui de-Al Doilea Război Mondial în Europa. Polonia, Franța, Danemarca, Norvegia, Belgia și Olanda au fost invadate. La început, Anglia nu s-a străduit să-i ajute pe aliații europeni, iar Germania, ca recompensă, a supus Marea Britanie unui intens bombardament aerian (bătăliei Angliei). După invadarea Greciei și a nordului Africii, Germania a atacat Uniunea Sovietică, în 1941, și a declarat război și SUA, după atacul japonez asupra bazei navale de la Pearl Harbor, din statul american Hawaii, din același an.
Persecutarea minorităților a continuat atât în Germania, cât și în teritoriile ocupate sau dependente, (precum România). Din 1941 evreilor li s-a impus purtarea în public a unui ecuson cu steaua lui David pe fond galben cusut pe haine. Evreii au fost mutați, în majoritate, în ghetouri, unde au fost izolați de restul populației. În ianuarie 1942, la Conferința de la Wannsee, sub conducerea lui Reinhard Heydrich, a fost schițată așa-zisa „Soluția finală a problemei evreiești” ("Endlösung der Judenfrage") din Europa. Din acest moment până la terminarea războiului, aproximativ șase milioane de evrei, dar și alții (romi, homosexuali, slavi, prizonieri politici, masoni și alții) au fost exterminați în mod sistematic și, peste zece milioane de oameni au fost reduși cu forța la starea de sclavi. Deoarece majoritatea victimelor unui popor au fost evrei, acest genocid a fost denumit Holocaust, din cuvântul ebraic Șoa. Germanii foloseau termenul eufemistic Endlösung — „soluție finală”, (în România, echvalentul folosit de regimul lui Ion Antonescu a fost „Curățirea terenului”). Mii de oameni erau transportați zilnic în lagărele de exterminare (supranumite și „fabricile morții”) sau în lagărele de concentrare (Konzentrationslager, abreviat oficial KL și postbelic KZ, pronunțat ca-țet). Lagărele de concentrare (unele dintre ele foste centre de detenție transformate mai apoi, în uzine pentru uciderea în masă) aveau instalații pentru exploatarea muncii de sclavi a întemnițaților și pentru asasinarea condamnaților și distrugerea rămășițelor lor. Intenția a fost, mai întâi, internarea în lagărele de concentrare, de unde internații urmau să fie mutați și uciși în lagărele de exterminare din Răsărit (Polonia ș.a.).
În paralel cu Holocaustul, naziștii au dus o politică dură de cucerire, colonizare și exploatare a teritoriilor capturate de la Uniunea Sovietică și de la Polonia și a populației lor slave, ca parte a Generalplan Ost (Planul General pentru Est). Conform estimărilor, 20 de milioane de civili sovietici, 3 milioane de polonezi (ne-evrei) și 7 milioane de soldați ai Armatei Roșii au fost uciși în acest război numit de ruși Marele război pentru apărarea Patriei. Planul nazist era să extindă Lebensraum („spațiul vital”) german spre est, sub pretextul oficial al apărării civilizației occidentale împotriva bolșevismului.
Începând cu februarie 1943, după victoria de la Stalingrad, sovieticii au început o puternică contraofensivă împotriva armatelor germane, obținând, în luna iulie, o altă izbândă răsunătoare în bătălia de tancuri de la Kursk-Oriol. Până în februarie 1944, armatele naziste au fost forțate să se retragă spre vest, până la fosta graniță a Poloniei, dând speranțe că războiul se va termina curând. Aliații au deschis, în cele din urmă, un al doilea front în Normandia, în iunie 1944, dar sovieticii reușiseră deja să întoarcă soarta războiului împotriva naziștilor, în principal, datorită eforturilor lor umane, cu numai aproximativ 5 - 15 % din materialele de aprovizionare venite din vest. Trupele sovietice care avansau spre vest au făcut joncțiunea cu cele ale aliaților lor occidentali pe fluviul Elba la 26 aprilie 1945, în dreptul localității Torgau.
La 30 aprilie 1945, după ce sovieticii pătrunseseră până în centrul capitalei Berlin, Hitler s-a sinucis. În perioada 4 – 8 mai 1945, Germania a capitulat și armata germană s-au predat necondiționat. Acesta a fost sfârșitul celui de-al Doilea Război Mondial în Europa și, odată cu crearea Comisiei Aliate de Control, la 5 iunie 1945, cele patru Puteri Aliate „și-au asumat suprema autoritate în ceea ce privește Germania” (Declarația cu privire la înfrângerea Germaniei, Departamentul de Stat al SUA, Seria "Tratate și alte acte internaționale" nr. 1520).

## Consecințe
Puterile victorioase au împărțit Germania, mai întâi, în 4 zone de ocupație. La Conferința de la Potsdam, granițele germane din zona sovietică de ocupație au fost mutate către vest, cea mai mare parte a teritoriului fiind dată Poloniei, ca o compensație pentru pierderea teritoriilor răsăritene poloneze în favoarea Uniunii Sovietice. Aproximativ jumătate din Prusia Orientală germană a fost anexată de către URSS, zonă numită în zilele noastre Kaliningrad. Exodul germanilor din Europa Răsăriteană, care a fost inițiat de Pactul Molotov-Ribbentrop, a fost terminat după război, când, practic, toți germanii din Europa Centrală au fost "reașezați" (alungați) la vest de linia Oder-Neisse, mutare care a afectat aproximativ 17 milioane de etnici germani. Zonele de ocupație franceză, americană și engleză au devenit mai târziu Germania de Vest, în timp ce zona sovietică a devenit Germania Răsăriteană comunistă. Germania de Vest s-a refăcut din punct de vedere economic până la sfârșitul anilor ’60, proces denumit Wirtschaftswunder – "miracol economic", în principal, datorită ajutorului economic american primit prin Planul Marshall, în timp ce Estul s-a refăcut mai încet sub comunism, în mare parte, datorită reparațiilor de război plătite Uniunii Sovietice și ca efect al economiei planificate centralizate.
După război, mai mulți lideri naziști care au supraviețuit războiului au fost puși sub acuzare de Tribunalul Aliat la Procesele de la Nürnberg, pentru crime împotriva umanității. O mică parte dintre ei au fost condamnați la moarte și au fost executați, dar cei mai mulți au fost eliberați după cel mult 10 ani de închisoare, invocându-se motive medicale sau vârsta înaintată. În anii ’60, ’70 și ’80 s-au făcut mai multe eforturi în Germania de Vest pentru judecarea celor care s-au făcut direct responsabili de crime împotriva umanității (de exemplu: Procesele de la Auschwitz). Cu toate acestea, mulți dintre cei care nu au fost printre conducătorii importanți au continuat să trăiască nestingheriți în toată această perioadă și mai târziu, în timp ce alții au reușit să fugă și să se ascundă în alte țări.
În toate statele europene în care au existat mișcări fasciste s-au luat măsuri legale pentru pedepsirea membrilor fostelor partide naziste sau fasciste. Totuși, unii dintre foștii conducători naziști au găsit mijloace de a se adapta noilor circumstanțe.
Copiii naziștilor, cei născuți în teritoriile ocupate de armata nazistă și care au avut ca tați soldați germani, inclusiv copiii Lebensborn, au fost uneori victimele diverselor represalii necontrolate, neoficiale.
Vezi și Procesele de la Nürnberg

## Organizarea celui de-al Treilea Reich
Conducătorii Germaniei naziste au creat un număr mare de organizații pentru a-i ajuta să rămână la putere. Au reînarmat și au întărit armata, au pus la punct un aparat al securității statului extrem de puternic și și-au creat propria armată a partidului, Waffen SS.
Numind în diferite poziții din guvern numai membri ai partidului nazist NSDAP, până în 1933, guvernul german și partidul nazist au devenit, practic, una și aceeași organizație. Până în 1938, prin intermediul politicii de Gleichschaltung, instituțiile politice și administrative locale și-au pierdut orice putere și au fost subordonate liderilor naziști, cunoscuți sub numele de Gauleiter (aceștia erau liderii provinciilor, în germană Gau, conform noii împărțiri administrativ-teritoriale).
Organizarea statului nazist, așa cum a fost în 1944, se prezenta astfel:

### Șeful statului și al guvernului
- Führer und Reichskanzler - Adolf Hitler

### Guvernul și autoritățile federale
- Biroul Cancelariei Reich-ului condus de Hans Lammers
- Biroul Cancelariei Partidului condus de Martin Bormann
- Biroul Cancelariei Prezidențiale condus de Otto Meissner)
- Consiliul cabinetului privat condus de Konstantin von Neurath
- Cancelaria führerului condusă de (Philip Bouhler)

### Demnitățile publice ale Reich-ului
- Conducătorul planului cincinal – Hermann Göring
- Inspectorul silvic principal al Reich-ului – Hermann Göring
- Inspectorul autostrăzilor
- Președintele Băncii Reich-ului
- Conducătorul Tineretului Reich-ului
- Conducătorul Trezoreriei Reich-ului
- Inspectorul general al Capitoliului Reich-ului
- Consilierul pentru Capitoliul Mișcării (München)

### Miniștri ai Reich-ului
- Ministrul de externe al Reich-ului – Joachim von Ribbentrop
- Ministrul de interne al Reich-ului – Wilhelm Frick, Heinrich Himmler
- Ministrul Reich-ului pentru culturalizarea publică și propagandă – Joseph Goebbels
- Ministrul aviației Reich-ului – Hermann Göring
- Ministrul Finațelor Reich-ului – Lutz Schwerin von Krosigk
- Ministrul Justiției Reich-ului – Franz Schlegelberger
- Ministrul economiei Reich-ului – Walther Funk
- Ministrul Reich-ului pentru alimentație și agricultură – Walther Darre
- Ministrul muncii din Reich – Franz Seldte
- Ministrul Reich-ului pentru știință, educație și instrucție publică – Bernhard Rust
- Ministrul Reich-ului pentru afaceri religioase – Hanns Kerrl
- Ministrul Transporturilor Reich-ului – Julius Dorpmüller
- Ministrul poștei Reich-ului – Wilhelm Ohnesorge
- Ministrul Reich-ului pentru arme, muniții și armament – Fritz Todt, Albert Speer
- Ministru fără portofoliu al Reich-ului – Konstantin von Neurath, Hans Frank, Hjalmar Schacht, Arthur Seyss-Inquart

### Autorități de ocupație
- Ministrul Reich-ului pentru teritoriile estice ocupate – Alfred Rosenberg
- Guvernoratul general al Poloniei – Hans Frank
- Protectoratul Reich-ului pentru Boemia și Moravia – Konstantin von Neurath
  - Adjunctul Protectoratului Reich-ului pentru Boemia și Moravia – Reinhard Heydrich
- Guvernatorul militar al Franței

### Ramura legislativă
- Reichstag
  - Purtătorul de cuvânt al Reichstagului – Hermann Göring
- Reichsrat (desființat pe 14 februarie 1934)

### Armata, (Wehrmacht)
- Oberkommando der Wehrmacht (OKW) — Înaltul comandament al forțelor armate

Șeful Comandamentului suprem al forțelor armate – Generalfeldmarschall Wilhelm Keitel
Șeful Marelui stat major – Alfred Jodl
- Oberkommando des Heeres (OKH) — Marele stat major

Comandanții Armatei
Generaloberst Werner von Fritsch (1935 – 1938)
Generalfeldmarschall Walther von Brauchitsch (1938 – 1941)
Führer și Reichskanzler Adolf Hitler (1941 – 1945)
Generalfeldmarschall Ferdinand Schörner (1945)
- Oberkommando der Marine (OKM) — Marele stat major al Marinei

Comandanții Marinei
Großadmiral Erich Raeder (1928 – 1943)
Großadmiral Karl Dönitz (1943 – 1945)
Generaladmiral Hans-Georg von Friedeburg (1945)
- Oberkommando der Luftwaffe (OKL) — Marele stat major al Aviației

Comandanții Aviației
Reichsmarschall Hermann Göring (până în 1945)
Generalfeldmarschall Robert Ritter von Greim (1945)
- das Heer — Armata de uscat
- die Luftwaffe — Aviația de război 
  - Reichsluftschutzbund — Aviația partidului nazist – Rezerva auxiliară
- die Kriegsmarine — Marina de război
- Abwehr — Spionaj și Contraspionaj

### Organizații paramilitare
- Sturmabteilung (SA)
- Schutzstaffel (SS)
  - Allgemeine SS
  - Waffen SS
  - Germanische SS
- Deutscher Volkssturm
- Nationalsozialistisches Kraftfahrerkorps (NSKK)
- Nationalsozialistisches Fliegerkorps (NSFK)

### Poliția de stat
Biroul Central al Securității Reich-ului (RSHA — Reichssicherheitshauptamt)
- Ordnungspolizei (Orpo) 
  - Schutzpolizei (Schupo)
  - Gendarmerie
  - Gemeindepolizei
- Sicherheitspolizei (Sipo)
  - Geheime Staatspolizei (Gestapo)
  - Reichskriminalpolizei (Kripo)
  - Sicherheitsdienst (SD)

### Organizații politice
- Partidul nazist — Partidul Muncitoresc German Național-Socialist (abreviat NSDAP)
- Organizații ale tineretului 
  - Hitler-Jugend — Tineretul Hitlerist (pentru băieți și bărbați tineri) (HJ)
  - Bund Deutscher Mädel (pentru fete și femei tinere)
  - Deutsches Jungvolk (pentru băieții și fetele cu vârsta cuprinsă între 6 și 8 ani)

### Organizații ale muncii
- Deutscher Arbeitsfront – Frontul German al Muncii
  - Reichsarbeitsdienst
  - Kraft durch Freude
- Organizația Todt
  - Transport-Korps Speer

### Organizații ale serviciilor publice
- Deutsche Reichsbahn – Căile Ferate Germane
- Reichspost – Serviciile poștale
- Deutsches Rotes Kreuz – Crucea roșie germană

### Organizații religioase

Drapelul organizației „Deutsche Christen”

- Deutsche Christen, „creștinii germani”, organizație rasistă în cadrul protestantismului german
- Biserica Evanghelică Germană, condusă de „episcopul imperial” Ludwig Müller de la „creștinii germani”. Promovarea acestei biserici-marionetă a celui de-al Treilea Reich a dus la rezistența unei minorități în cadrul protestantismului german, care a proclamat în 1934 Biserica Mărturisitoare. Reprezentanții Bisericii Mărturisitoare au fost persecutați de naziști.

### Organizații academice
- Liga profesorilor universitari național-socialiști germani
- Liga studenților național-socialiști

## Persoane importante în Germania nazistă
Pentru lista membrilor guvernului lui Hitler vezi Membrii guvernului lui Hitler, ianuarie 1933 - aprilie 1945

### Conducătorii Germaniei naziste
- Adolf Hitler — Führer
- Hermann Göring — Reichsmarshall și Ministru-Președinte al Prusiei, ministru al Aviației.
- Rudolf Hess — Adjunctul Führerului
- Joseph Goebbels — Ministru al Propagandei
- Heinrich Himmler — Comandantul SS
- Albert Speer — Prim-Arhitect, Ministru pentru Armament (din 1942)
- Martin Bormann —   Parteikanzlei
- Joachim von Ribbentrop — Ministru de Externe
- Alfred Rosenberg — Reichsleiter
- Walter Funk — Ministru Industriilor
- Wilhelm Frick — Ministru de Interne
- Hans Lammers — Șeful cancelariei Reich-ului
- Otto Meissner — Șeful Cancelariei
- Hjalmar Schacht — Ministru, Președintele Reichsbank
- Konstantin von Neurath — Șeful Guvernului Secret
- Fritz Todt — Inspector General pentru Drumuri
- Hans Frank — Ministru, Șeful Academiei Germane de Drept
- Robert Ley — Șeful Frontului German al Muncii
- Baldur von Schirach — Șeful Organizației Tineretului Nazist
- Arthur Seyß-Inquart — Reichsstatthalter în Austria, Comisar pentru Olanda ocupată
- Franz Guertner — Ministru al Justiției
- Karl Brandt — Comisar al Reich-ului pentru Sănătate și Igienă
- Alois Brunner
- Hanns Kerrl — Ministru al Afacerilor Religioase
- Otto Dietrich — Secretar de Stat, Șeful presei
- Karl Hanke — Secretar de Stat, ministrul Propagandei
- Bernhard Rust — Ministrul Educației
- Franz Seldte — Ministrul Muncii
- Konstantin Hierl — Șeful Serviciului de Muncă
- Hans von Tschammer und Osten — Secretar de Stat și Șeful Sportului Reich-ului
- Gertrud Scholtz-Klink — Conducătoarea Femeilor Reich-ului
- Ernst Wilhelm Bohle — Secretar de Stat, Șeful Organizațiilor din Străinătate
- Viktor Lutze Șeful de Stat Major al SA
- Roland Freisler
- Hans Fritzsche
- Ernst Röhm
- Karl Otto Koch
- Herbert Lange
- Arthur Axmann
- Alfred Meyer
- Erich Priebke
- Fritz Sauckel
- Carl Schmitt
- Julius Streicher
- Josef Terboven

### Personal SS
- Vezi și: Lista Personalului SS
- Vezi și: Echivalarea gradelor militare din Waffen-SS

### Militari
- Karl Dönitz – Comandant al Armei Submarinelor (Waffengattung der U-Boote), mai târziu Comandant al Marinei de Război (Kriegsmarine) germane
- Erwin Rommel
- Wilhelm Keitel
- Claus von Stauffenberg
- Wilhelm Canaris
- Alfred Jodl
- Erich Raeder
- Robert Ritter von Greim
- Albert Kesselring

### Alții
- Gottfried Benn
- Eva Braun
- Wernher von Braun
- Houston Stewart Chamberlain
- Anton Drexler
- Gottfried Feder
- Friedrich Flick
- Theodor Fritsch
- Arthur de Gobineau
- Hans Friedrich Karl Günther (nu trebuie confundat cu Hans Günther)
- Karl Harrer
- Willibald Hentschel
- Alfred Hoche
- Armin D. Lehmann
- Lanz von Liebenfels
- Guido von List
- Karl Lueger
- Alfred Ploetz
- Ferdinand Porsche
- John Rabe
- Geli Raubal
- Leni Riefenstahl
- Oskar Schindler
- Rudolf von Sebottendorf
- Richard Sorge
- Johannes Stark
- Walter Thiel
- Richard Wagner
- Winifred Wagner
- Konrad Zuse

### Victime celebre
- Dietrich Bonhoeffer
- Georg Elser
- Anne Frank
- Janusz Korczak
- Erich Mühsam
- Carl von Ossietzky
- Trandafirul Alb (Sophie și Hans Scholl și alții)
- Bruno Schulz
- Ernst Thälmann

### Refugiați celebri
- Albert Bassermann
- Johannes R. Becher
- Rudolf Belling
- Walter Benjamin
- Bertolt Brecht
- Marlene Dietrich
- Albert Einstein
- Lion Feuchtwanger
- Sigmund Freud
- Erich Fromm
- Kurt Gödel
- Walter Gropius
- Friedrich Hayek
- Heinrich Eduard Jacob
- Theodor Kramer
- Fritz Lang
- Gustav Mahler
- Thomas Mann
- Ludwig von Mises
- Solomon Perel
- Erich Maria Remarque
- Joseph Schmidt
- Anna Seghers

### Supraviețuitori celebri ai masacrelor naziste
- Bruno Bettelheim
- Viktor Frankl
- Eugen Kogon
- Primo Levi
- Martin Niemöller
- Kurt Schumacher
- Franz von Papen
- Roman Polanski
- Elie Wiesel
- Arnulf Øverland